# Atlantisch orkaanseizoen 2015
Het Atlantisch orkaanseizoen 2015 loopt van 1 juni 2015 tot 30 november 2015. Tropische cyclonen die buiten deze seizoensgrenzen ontstaan, maar nog binnen het kalenderjaar 2015, worden ook nog tot dit seizoen gerekend.

## Cyclonen
- Tropische storm Ana
- Tropische storm Barry
- Tropische storm Chantal
- Orkaan Danny
- Tropische storm Erika
- Orkaan Fred
- Tropische storm Grace
- Tropische storm Henri
- Tropische depressie  Nine
- Tropische storm Ida
- Orkaan Joaquin
- Orkaan Kate

## Namen
De lijst met namen voor 2015 is hetzelfde als die van 2009. De lijst van 2015 zal opnieuw in 2021 worden gebruikt, met uitzondering van de namen Erika en Joaquin, die door de schade die ze veroorzaakt hebben vervangen zijn door Elsa en Julian.
| - Ana - Bill - Claudette - Danny - Erika - Fred - Grace | - Henri - Ida - Joaquin - Kate - Larry (niet gebruikt) - Mindy (niet gebruikt) - Nicholas (niet gebruikt) | - Odette (niet gebruikt) - Peter (niet gebruikt) - Rose (niet gebruikt) - Sam (niet gebruikt) - Teresa (niet gebruikt) - Victor (niet gebruikt) - Wanda (niet gebruikt) |